# Kagosima prefektúra
Kagosima Japán egyik prefektúrája, amely Kjúsú szigetén található. Fővárosa Kagosima város.

## Földrajz
Kagosima (鹿児島県) prefektúra Kjúsú délnyugati csücskében található. Számos kisebb szigetcsoport is tartozik hozzá, amelyek pár száz kilométerrel meghosszabbítják a prefektúrát délnyugati irányba. A legfontosabb szigetcsoport az Amami-szigetek. Kagosima prefektúrát nyugaton a Sárga-tenger, délen Okinava prefektúra, északon a Kumamoto prefektúra, északkeleten pedig a Mijazaki prefektúra határolja. Partvonala összesen 2632 km beleértve a 28 kisebb szigetet is.
A prefektúrához tartozik a Kagosima-öböl, melyet két félsziget fog közre: a Szacuma és az Ószumi. A japán történelem során a Kagosima-öblöt számtalanszor használták kapuként a külvilággal való kapcsolattartásra. Kjúsú szigetének 13 millió lakosa van, melyből kb. 1,6 millióan Kagosima prefektúrában élnek.
A prefektúrában rengeteg aktív és alvó vulkán található. A leghíresebb aktív vulkán a Szakuradzsima, melynek kúpjai a fővárossal szemben láthatóak. A kalderából folyamatosan füst és hamu száll fel, melyet kisebb vulkánkitörések szakítanak meg napi rendszerességgel. A vulkán aktívabb napjain Kagosima városban nem árt esernyőt használni a nagy mennyiségű hamu kivédése érdekében. A Szakuradzsima Japán egyik legaktívabb vulkánja. Legnagyobb kitörése 1914-ben volt. Annyi hamut és egyéb vulkáni anyagot lövellt ki magából a tengerbe, hogy egy kis időre a Szakuradzsima Kjúsú szigetének a része lett, vagyis összekapcsolódtak. A vulkán utolsó kitörése 1960-ban volt. A vulkáni anyagok jó termőföldalapot hoztak létre, amelyen baseball-labda méretű daikon retkeket termesztenek. A Kagosima-öböl mentén sok a tajtékkő. A prefektúra délnyugati részén lévő krátertó Ibuszuki városnál egy ritka halfajtának ad otthont: az óriás angolnának.
2008. március 31. óta a prefektúra 9%-a természetvédelmi terület. A védett területek nevei: Kirisima-Jaku Nemzeti Park, Unzen-Amakusza Nemzeti Park, Amami Guntó Nemzeti Park, Nicsinan Kaigan Kvázi-Nemzeti Park, Akune Park, Bónoma Park, Fukiagehama Park, Imutaike Park, Kosikisima Park, Ószumi Nanbu Park, Szendaigava Park Rjúiki Park, Takakumajama Park és végül a Tokara Rettó Prefektúra Park.

## Történelem
Kagosima prefektúra irányítása alá tartozik a régóta létező Ószumi és Szacuma tartományok, valamint a Rjúkjú-szigetek északi részén lévő Szacunan tartomány. A Meidzsi Restauráció idején kulcsfontosságú volt ez a terület, illetve Kagosima város Japán számára fontos tengerészeti központ volt a 20. századi háborúk során. Itt élt Heihacsiro Togo admirális is. Sok incidens is köthető a területhez: például 2001-ben a Japán Parti Őrség elsüllyesztett egy észak-koreai kém tengeralattjárót (100 tonna tömegű), melyet később kiemeltek és Tokióban állítottak ki. 1978-ban Kagosima tengerpartjáról egy japán civilt raboltak el észak-koreai ügynökök. Ezek az információk a Koizumi-kormányzat alatt láttak napvilágot.

## Gazdaság
A prefektúra gazdaságilag legfejlettebb területe Kagosima város és a környéke. A prefektúra keleti részén (régen Ószumi tartomány volt) mezőgazdasági termelés folyik és a területen népességcsökkenés figyelhető meg.
A prefektúrának erős mezőgazdasági gyökerei vannak, melyet exportja is jól tükröz: zöld tea, édesburgonya, rizs, retek, szacumai tengeri fű és berkshiri disznóhús (japánul kurobutának is nevezik). Japán második legnagyobb makréla chips termelője, és Japán legnagyobb unagi angolna állományával rendelkeznek.
A Japán Űrügynökségnek (Japan Aerospace Exploration Agency rövidítése JAXA) számos létesítménye van a prefektúrában, beleértve az ország fő rakétakilövőállomását is a Tanegasima NASDA-t, amely az Ószumi szigeteken található. A JAXA egyik fontos Űrközpontja is itt található, az Ucsinoura Űrközpont.
A tartomány GDP-je megközelítőleg 4,834 trillió jen.

## Régió

Térkép Kagosima prefektúráról

Kagosima prefektúra adminisztrációs körzetei, városai és falvai:

### Városok

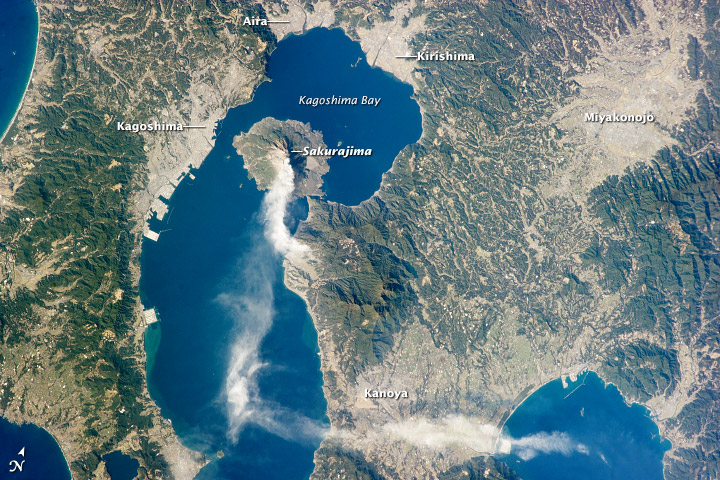
Kagosima az űrből

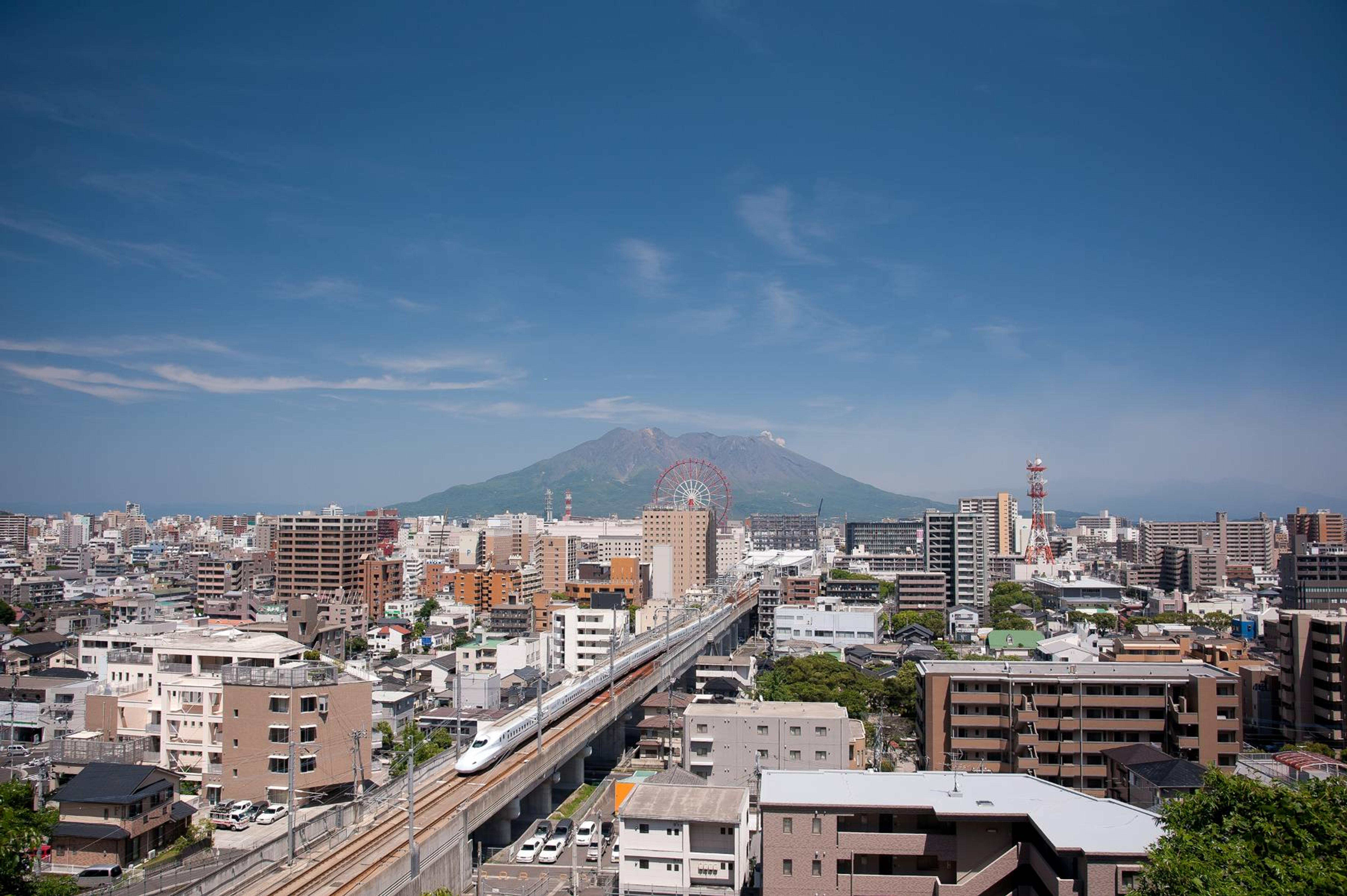
Szakuradzsima és Kagosima város

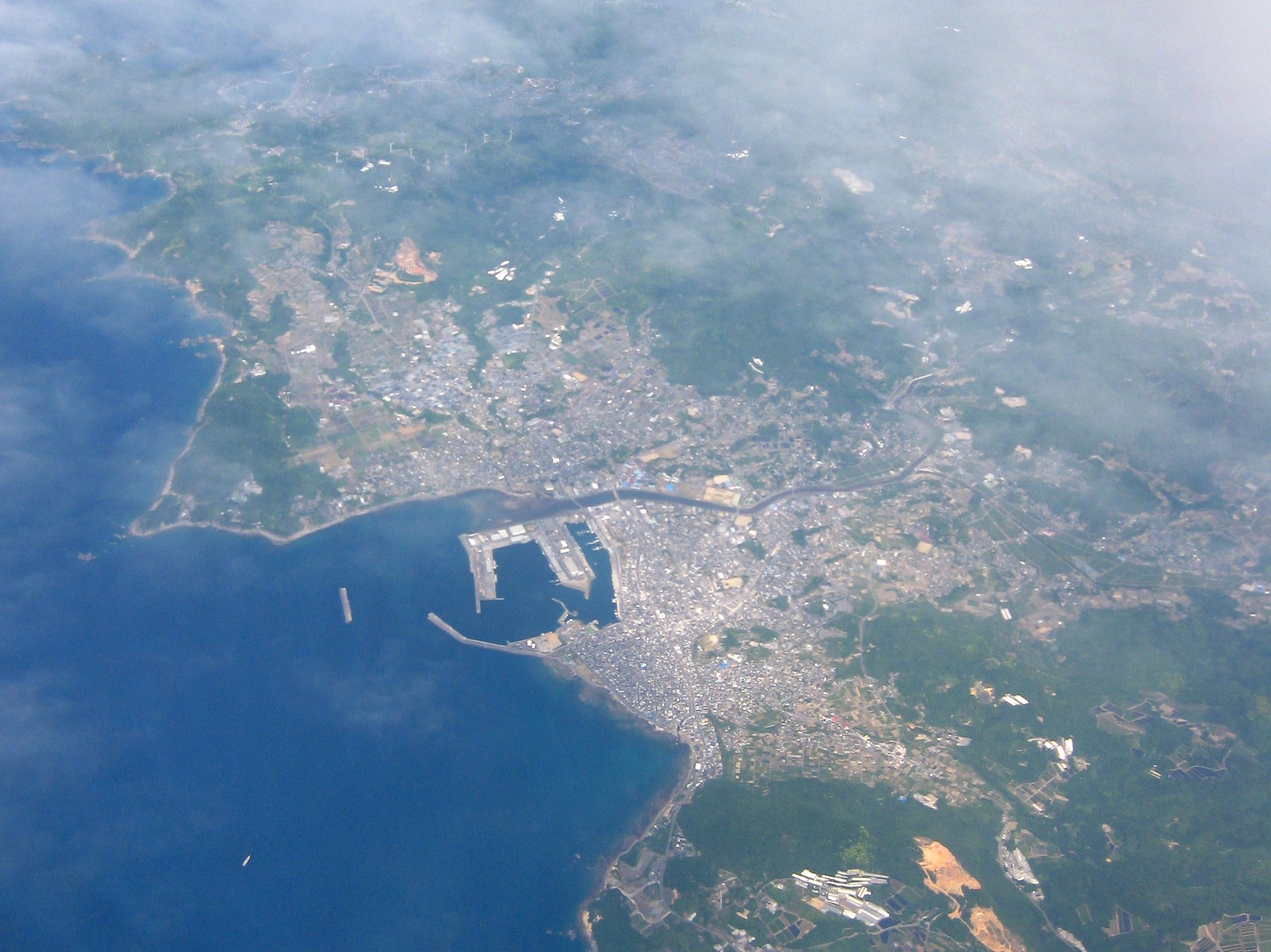
Makurazaki

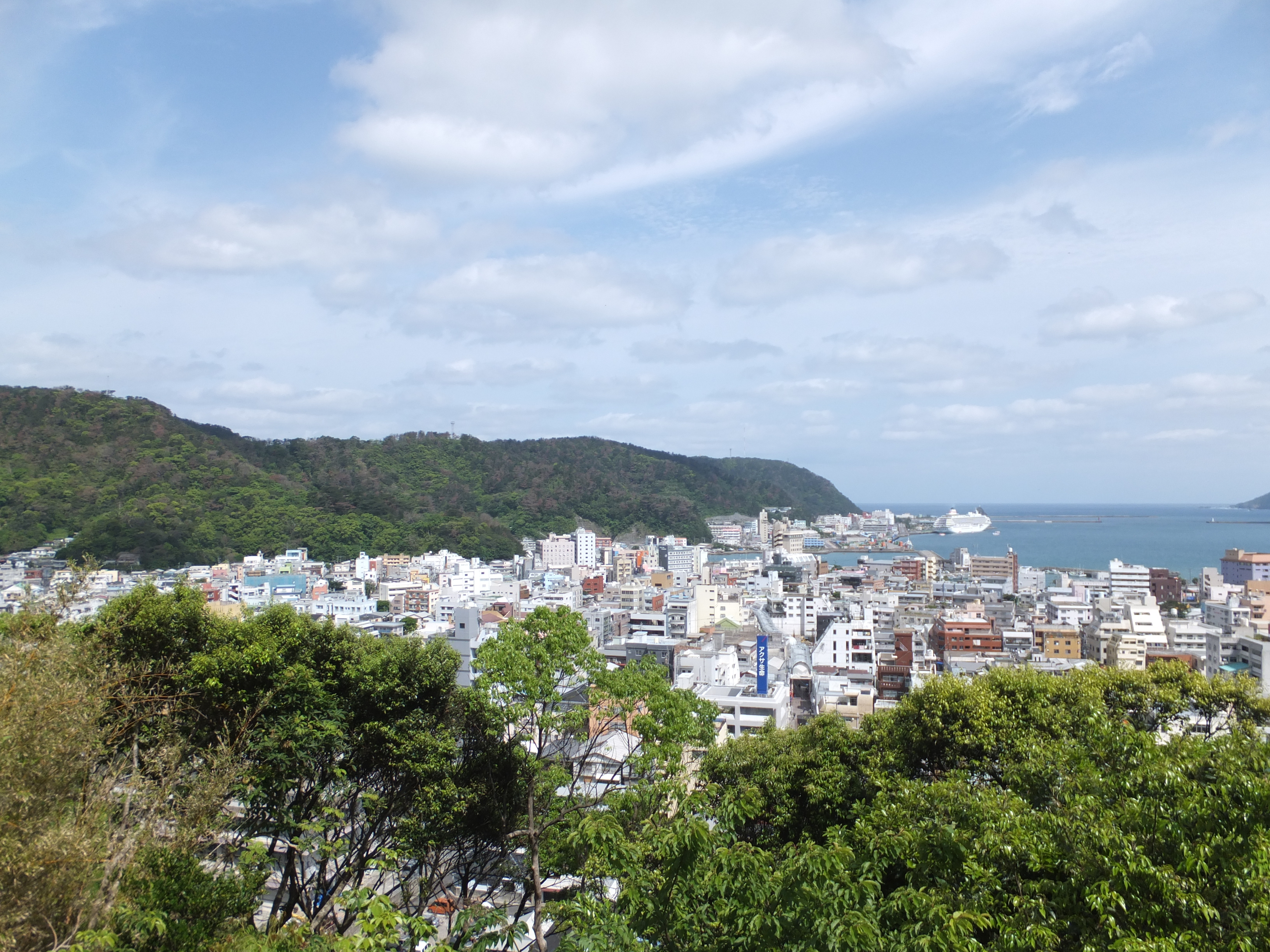
Amami város

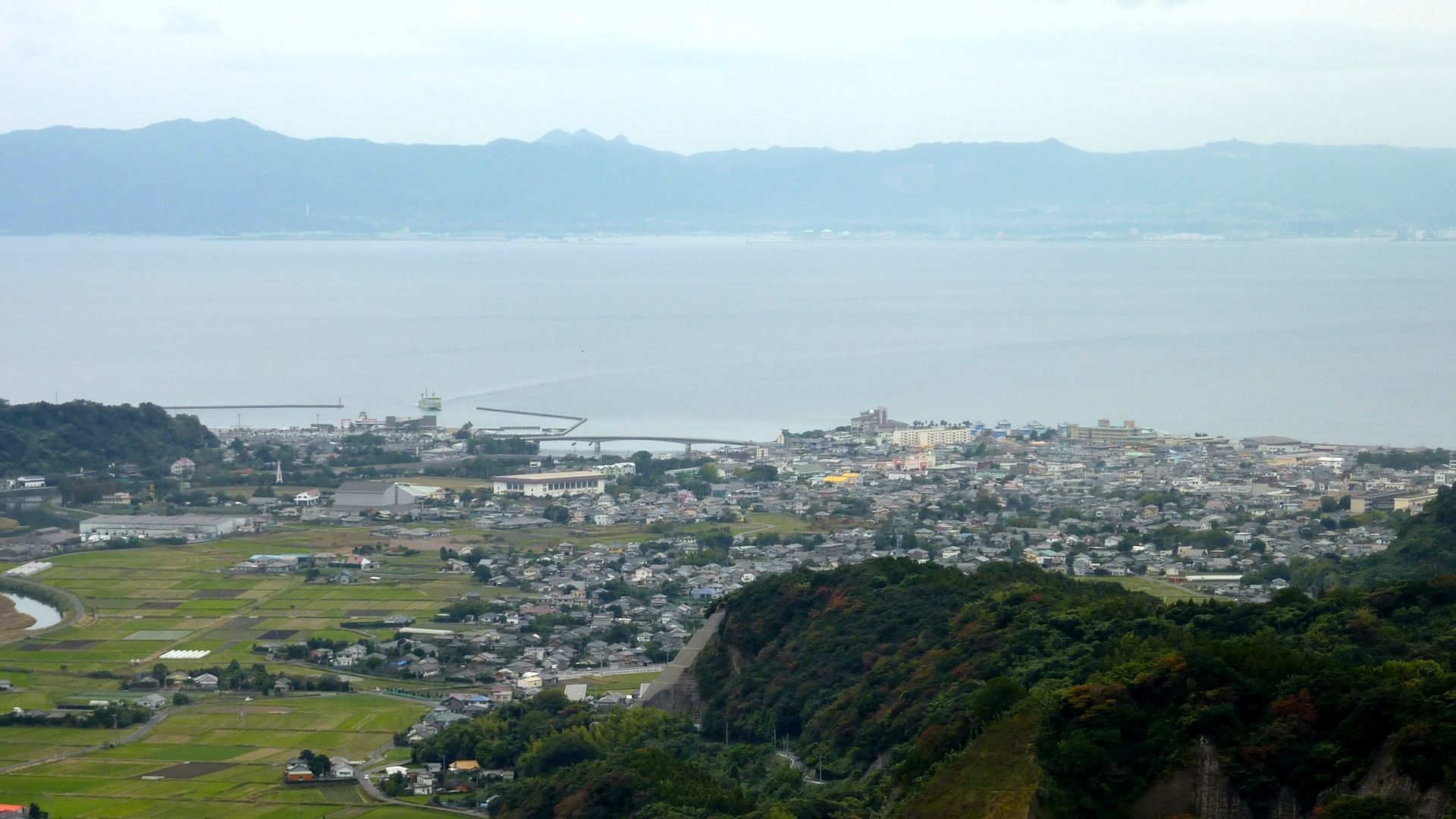
Tarumizu

Kagosima prefektúrában 19 város található:
| - Aira - Akune - Amami - Hioki - Ibuszuki | - Icsikikusikino - Isza - Izumi - Kagosima (főváros) - Kanoja | - Kirishima - Makurazaki - Minamikjúsú - Minamiszacuma - Nisinoomote | - Szacumaszendai - Sibusi - Szoo - Tarumizu |

### Körzetek
Körzetek városai és falvai:
| - Aira körzet - Júszui - Izumi körzet - Nagasima - Kagosima körzet - Misima - Tosima - Kimocuki körzet - Higasikusira - Kimocuki - Kinkó - Minamiószumi - Kumage körzet - Minamitane - Nakatane - Jakusima | - Ósima körzet - Amagi - Csina - Iszen - Kikai - Szetoucsi - Tacugó - Tokunosima - Uken - Vadomari - Jamato - Joron - Szacuma körzet - Szacuma - Szoo körzet - Ószaki |

## Sport és kikapcsolódás
A prefektúrának nincs saját baseball és foci csapata sem. Azonban számos jól felszerelt sportpályája van, melyeket egy-egy híresebb csapat használ edzőtáboraik során:
- Kagosima Prefektúra Sportpálya (鹿児島県立球場)
- Kagosima Városi Sportpálya (鹿児島市営球場)
- Ibuszuki Városi Sportpálya (指宿市営球場)
- Junomoto Sportpálya (湯之元球場)
- Kagosima Prefektúra Kamonoike Sportpálya (鹿児島県立鴨池陸上競技場)
- Kagosima Fureai Sportpálya (鹿児島ふれあいスポーツランド)

## Egyetemek és főiskolák
- Kagosima Egyetem
- Nemzeti Fitness és Sport Intézet Kanojában
- Kagosima Nemzetközi Egyetem
- Kagosima Szeplőtelen Szív Egyetem
- Daiicsi Műszaki Egyetem
- Sigakukan Egyetem
- Kagosima Prefektúra Főiskola
- Kagosima Szeplőtlen Szív Főiskola
- Kagosima Női Főiskola
- Daiicsi Tanárképző Főiskola

## Tudományos és technológiai intézmények
- Tanegasima Űrközpont
- Ucsinoura Űrközpont

## Múzeumok
- Banszei Tokko Béke Múzeum
- Csiran Béke Múzeum a Kamikaze Pilótáknak
- Meidzsi Restauráció Múzeuma
- Reimeikan, Kagosima Történelmi Prefektúra Központ
- Uenohara Dzsomon Erdő

## Közlekedés

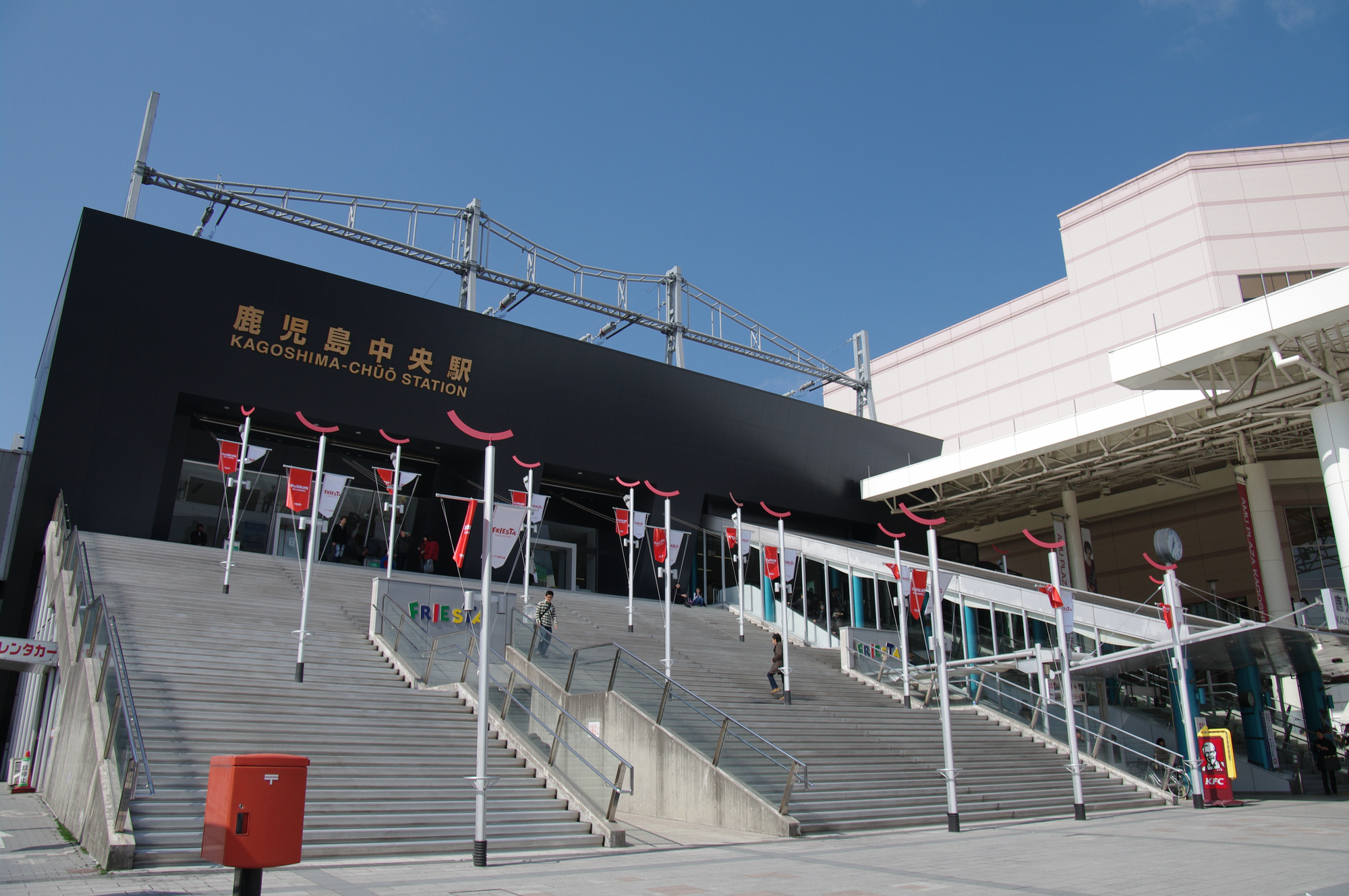
Kagosima-Csuo vasútállomás

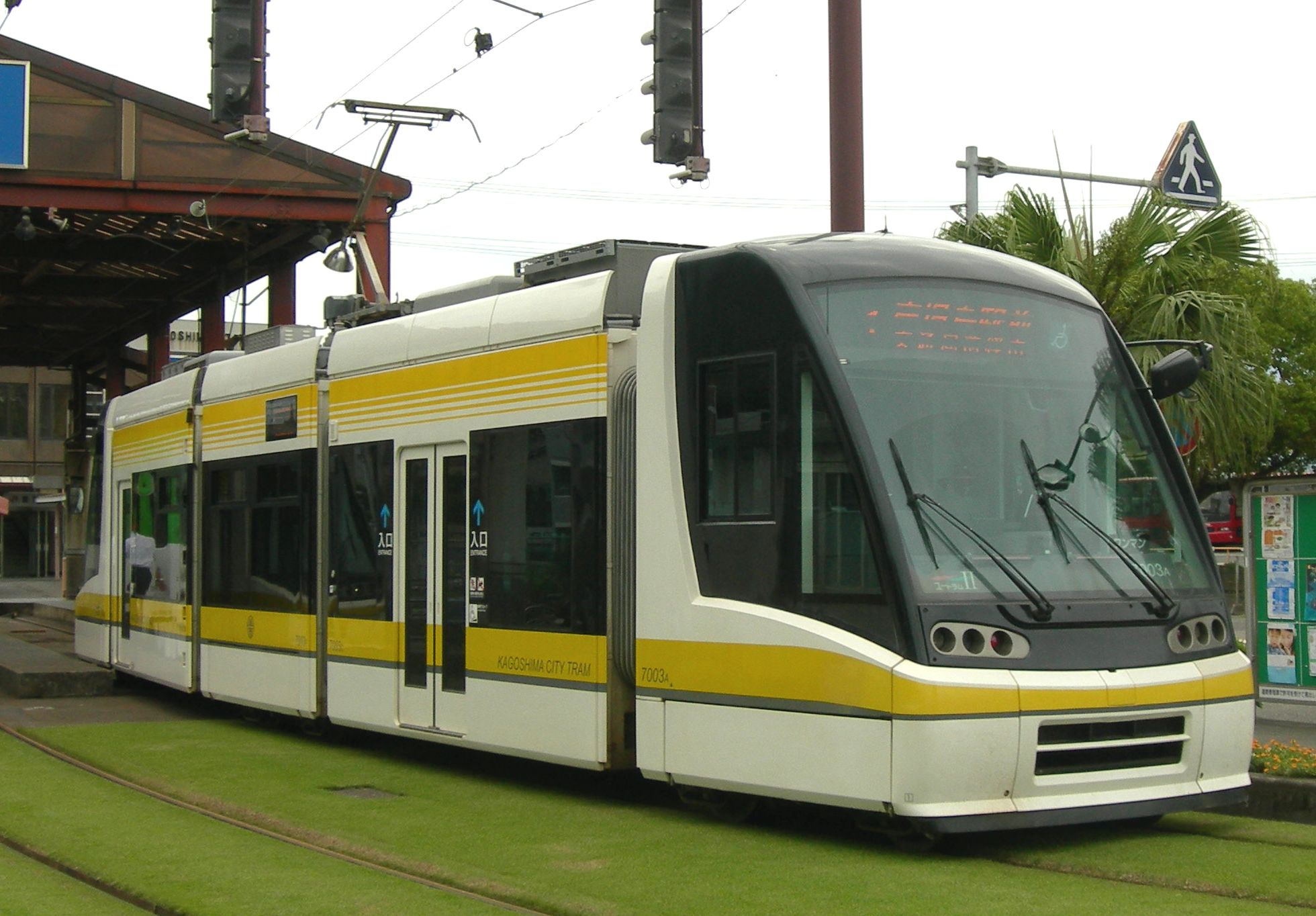
Kagosima városi villamos

### Vasúthálózat
- JR Kjúsú
  - Kjúsú Sinkanszen
  - Kagosima vasútvonal
  - Nippo vasútvonal
  - Ibuszuki Makurazaki vasútvonal
  - Hisacu vasútvonal
  - Kitto vasútvonal
- Hiszacu Narancs vasútvonal

### Villamoshálózat
- Kagosima városi villamos

### Úthálózat

#### Autópályák és fizetős útvonalak
- Kjúsú gyorsforgalami út
- Mijazaki gyorsforgalmi út
- Ibuszuki (díjköteles)
- Minami-Kjúsú gyorsforgalmi út
- Hajato út

#### Nemzeti autópályák
- 3-as Nemzeti Út (Kitakjúsú-Fukuoka-Kurume-Kumamoto-Minamata-Izumi-Sacuma Szendai-Kagosima)
- 10-es Nemzeti Út (Kitakjúsú-Nakacu-Beppu-Szaiki-Nobeoka-Mijazaki-Mijakonodzso-Kagosima)
- 58-as Nemzeti Út (Amami-sziget)
- 220 (Mijazaki-Nicsinan-Sibusi-Kanoja-Tarumizu-Kirisima)
- 223
- 224
- 225
- 226
- 267 (Hitojoshi-Isa-Szacuma Szendai)
- 268 (Minamata-Isza-Ebino-Kobajasi-Mijazaki
- 269
- 270
- 328 (Kagosima-Isza-Izumi)
- 389 (Omuta-Tamana-Unzen-Minamisimabara-Amakusza-Akune)
- 447 (Ebino-Isza-Izumi)
- 448
- 499
- 504 (Kanoja-Kirisima-Szacuma-Izumi)

### Kikötők
- Kagosima Kikötő
  - Belföldi komp járatok Szakuradzsima, Kikai-sziget, Tokunosima, Amami-sziget, Tanegasima, Jakusima, Joron-sziget, Okinoerabu és Naha felé.
  - Gyorsjáratú vízi útvonal Ibuszuki, Tanegasima és Jakushima felé.
  - Nemzetközi Konténer kikötő központ.
- Sibusi Kikötő
  - Belföldi komp járatok Oszaka, Tokio, Naha és Amami-sziget felé.
  - Nemzetközi és belföldi konténer kikötő központ.
- Naze Kikötő
  - Belföldi komp járatok Oszaka, Kobe, Kagosima, Yakusima, Tanegasima, Tokunosima és Naha felé.
- Yakusima Kikötő
- Tanegasima Kikötő
- Tokunosima Kikötő

### Repterek
- Kagosima Reptér
- Amami Reptér
- Tokunosima Reptér
- Tanegasima Reptér
- Jakushima Reptér
- Okinoerabu Reptér
- Joron Reptér

## Híres személyek
- Akaszaki Iszamu, fizikusi Nobel-díj
- Csitosze Hadzsime, énekes
- Endo Jaszuhito, labdarúgó
- Fukudome Koszuke, MLB játékos
- GO!GO!7188, rock banda
- Harada Maszazumi, orvos
- Hasigucsi Gojó, művész
- Kazuo Inamori, industrialist turned philanthropist
- Inamoto Dzsunicsi, labdarúgó
- Inoue Takehiko, komikus
- Kaitani Shinobu, komikus
- Kasivagi Juki, AKB48 egyik tagja
- Kato Kunio, animátor
- Kavaszaki Munenori, MLB játékos
- Sozo Kavaszaki, a Kavaszaki nehézfém ipar alapítója
- Mijavaki Szakura, HKT48 egyik tagja
- Nakasima Mika, művész
- Osako Juja, labdarúgó
- Szakagami Dzsiro, komikus
- Szakai Hirojuki, az Iron Chef című műsor egyik szakácsa
- Szakimoto Hitosi, zeneszerző
- Szakuraba Nanami, színésznő
- Setogucsi Tokicsi, zeneszerző
- Nariakira Simazu, földesúr
- Takamori Szaigo, szamuráj
- Tosimicsi Okubo, államférfi
- Heihacsiro Togo, Japán Császári Haditengerészet Flottatengernagya
- Tógó Szeidzsi, művész

## Mitikus lények
- Garappa vagy Kappa tavakban és folyókban élő víziszörny, ami a víz alá rántja a gyerekeket.
- Issie egy tavi szörnyeteg, hasonló a Loch Ness-i szörnyhöz.
- Ittan-momen egy japán papírszörnyeteg, amely esténként az éjszakában szállva arra vár, hogy az emberek fején körbecsavarodjon és megfojtsa őket.

## Testvérvárosok
- Miami, Amerikai Egyesült Államok
- Nápoly, Olaszország
- Georgia, Amerikai Egyesült Államok (1966 november 28 November 28 óta)
- Jiangsu, Kína
- Gifu prefektúra, Japán (1971 július 27 óta)

## Fordítás
Ez a szócikk részben vagy egészben  a   Kagoshima Prefecture című angol Wikipédia-szócikk ezen változatának fordításán alapul.  Az eredeti cikk szerkesztőit annak laptörténete sorolja fel. Ez a jelzés csupán a megfogalmazás eredetét és a szerzői jogokat jelzi, nem szolgál a cikkben szereplő információk forrásmegjelöléseként.